# Česká unie neslyšících
Česká unie neslyšících, z.ú. je česká nezisková organizace, která oficiálně vznikla v roce 1990. Hlavní ústředí nyní sídlí v ulici Dlouhá 729, na Praze 1.
Organizace sdružuje osoby se sluchovým postižením všech věkových kategorií, nabízí jim tlumočnické a sociální služby a prostory, kde se mohou setkávat a přirozeně komunikovat.

## Historie České unie neslyšících
V únoru v roce 1990 byla v Praze ustanovena skupina Občanské fórum neslyšících (OFN). Cílem OFN byla touha po organizaci, která by slučovala výhradně neslyšící dorozumívající se českým znakovým jazykem (ČZJ). Občanské fórum neslyšících vzniklo po rozpadu Svazu invalidů, který byl činný především v období komunistického režimu. Občanské fórum neslyšících nebylo oficiální organizací, nemělo oficiálního prezidenta, ani oficiální sídlo.
Dne 17. července 1990 byla skupina registrována jako Česká unie neslyšících (ČUN). Vznik České unie neslyšících je oficiálně datován k 25. únoru 1991. Prvním předsedou byl Vladimír Buberle. Od té doby je Česká unie neslyšících registrována jako oficiální organizace s oficiálním sídlem a prezidentem. Z počátku působila Česká unie neslyšících jen v Praze. Postupem času se organizace rozšiřovala i do jiných měst, tzv. oblastí, a tak došlo k vytvoření hlavní oblastní organizace Česká unie neslyšících Praha v čele s prezidentem, kterému podléhají předsedové jednotlivých oblastí. Nyní pod Českou unii neslyšících spadá oficiální ústředí v Praze a dalších 8 oblastí - pobočky ČUN Praha, ČUN Brno, ČUN Kroměříž, ČUN Liberec, ČUN Ostrava, ČUN Karlovy Vary, ČUN Jihlava a ČUN Zlín.
Od roku 1992 organizace vydává časopis UNIE. Časopis byl vydáván v tištěné podobě. V roce 2010 bylo vydávání časopisu zrušeno kvůli špatné finanční situaci, i kvůli neshodám v organizaci. Vydávání bylo v roce 2015 obnoveno a od té doby vychází pravidelně. v roce 2016 byl natočen první článek v českém znakovém jazyce, nyní už lze na stránkách Českého unie neslyšících vyhledat několik článků v českém znakovém jazyce ke každému číslu.
V roce 1996 vznikly kurzy znakového jazyka speciálně určené pro pedagogické pracovníky. V roce 2006 vznikla služba simultánního přepisu - postupem času došlo k zdokonalení služby a ke vzniku rekvalifikačních kurzů simultánního přepisu. Od roku 2006 je také Česká unie neslyšících registrovanou sociálně-aktivizační službou pro osoby se sluchovým postižením a pro seniory.

## Sociální služby
Česká unie neslyšících se řídí Zákonem č. 108/2006 Sb. O sociálních službách a poskytuje osobám se sluchovým postižením určité druhy sociálních služeb. Pobočky České unie neslyšících v Praze, Brně a Ostravě poskytují sociálně aktivizační služby pro seniory a osoby se zdravotním postižením. Cílem sociálně aktivizačních služeb "je pomoc lidem se sluchovým či kombinovaným postižením tak, aby efektivně řešila jejich nepříznivou životní situaci, ve které se v důsledku svého postižení ocitají." Důraz je kladen na rozvíjení a posilování samostatnosti a možností seberealizace jedince - tím je snižováno jeho sociální vyloučení. Tyto služby jsou určeny osobám se sluchovým postižením bez omezení věku, osobám s kombinovaným postižením a dále slyšícím rodinám s dětmi se sluchovým postižením.
Centra sociálních služeb České unie neslyšících zprostředkovávají kontakt se společenským prostředím (ve formě výtvarných, pohybových, vzdělávacích apod.aktivit), nabízejí sociálně-terapeutické služby a pomáhají osobám se sluchovým postižením uplatňovat jejich práva. Každá pobočka České unie neslyšících individuálně pořádá skupinové kurzy, výlety, exkurze a přednášky.

## Tlumočnické služby
Česká unie neslyšících v šesti krajích zajišťuje tlumočení do znakového jazyka.

### Tlumočení znakového jazyka
Pokud je klientem uživatel Českého znakového jazyka, je mu zajištěn tlumočník znakového jazyka. Tlumočení do znakového jazyka je poskytováno v Praze a Středočeském kraji, Jihomoravském kraji, Libereckém kraji, Moravskoslezském kraji a v kraji Zlínském.

#### Typy tlumočení nabízených v České unii neslyšících
Ambulantní - probíhá v kanceláři dané oblasti České unie neslyšících. Většinou se jedná o tlumočení telefonních hovorů, překlady písemností a formulářů, sepsání písemnosti českém jazyce apod. Tato služba je trvale poskytována ve všech krajích kromě Zlínského.
Terénní - tlumočení v místě, které určí klient. Může se jednat o individuální tlumočení u lékaře, v zaměstnání apod., ale taky o tlumočení hromadných akcích a přednášek. Tlumočnické služby jsou poskytovány na území všech krajů, ve Zlínském však pouze fakultativní (příležitostnou) formou.

## Ostatní aktivity České unie neslyšících
Česká unie neslyšících kromě sociálních a tlumočnických služeb nabízí další aktivity, jako jsou akreditované kurzy znakového jazyka - Česká unie neslyšících nabízí I. - IV. modul kurzů znakového jazyka.
Další kurzy, které Česká unie neslyšících nabízí, jsou kurzy pro pracovníky v sociálních službách, ty se dále dělí na kurz se zaměřením na simultánní přepis a na kurz se zaměřením na aktivizaci. Pro zájemce jsou nabízeny čtyři kurzy dalšího vzdělávání zaměřující se na základy komunikace se sluchově postiženými osobami. Každé dva měsíce vychází časopis UNIE. Časopis pojednává o lidech se sluchovým postižením, obsahuje rozhovory, aktuality, články a zajímavosti ze světa neslyšících. Česká unie neslyšících pravidelně pořádá společenské plesy neslyšících, které si kladou za cíl prezentovat život a kulturu Neslyšících.
V České unii neslyšících je podporována klubová činnost, pravidelně se zde setkává Klub turistů, Klub seniorů a nebo například Klub šipek.